# Chlenias umbraticaria
Chlenias umbraticaria är en fjärilsart som beskrevs av Achille Guenée 1858. Chlenias umbraticaria ingår i släktet Chlenias och familjen mätare. Inga underarter finns listade i Catalogue of Life.

## Bildgalleri

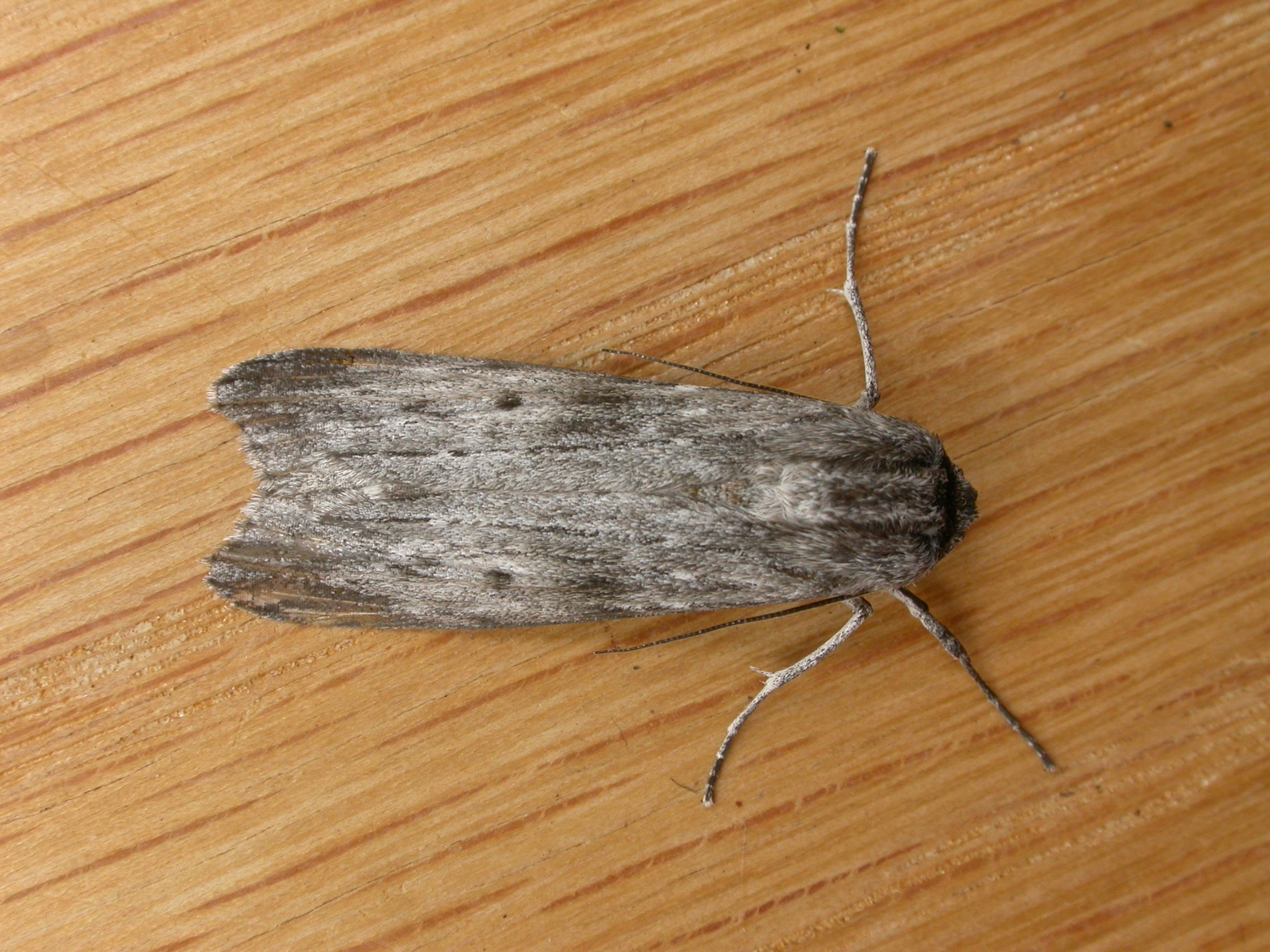
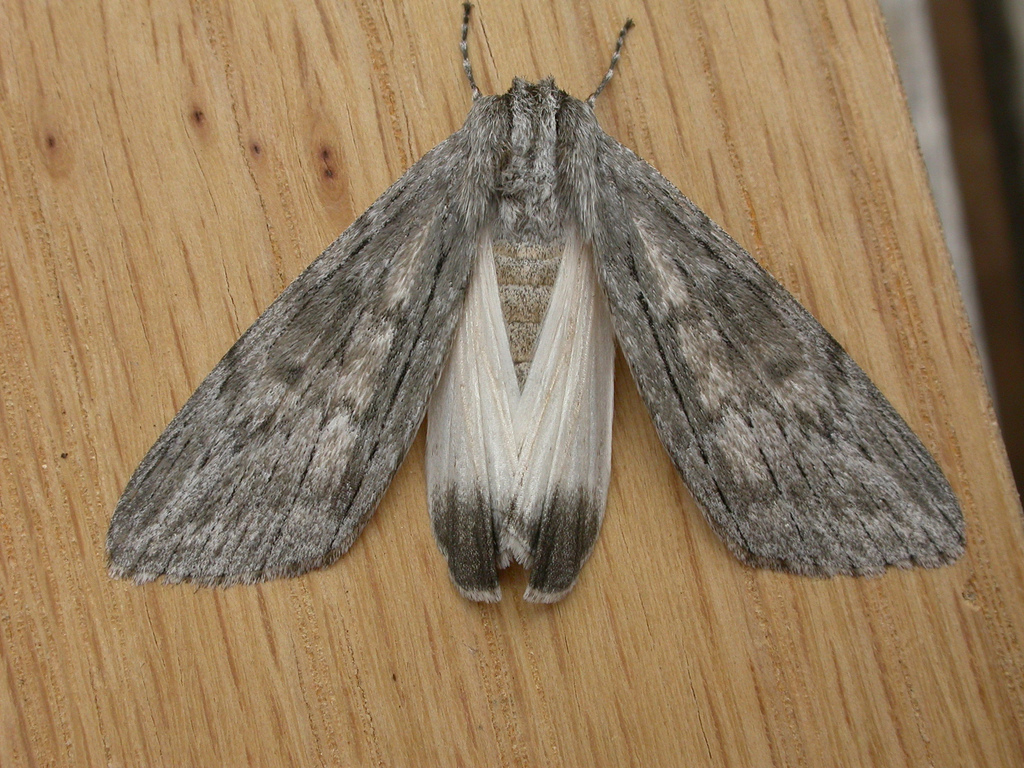